# Ethel Griffies
Ethel Griffies, född 26 april 1878 i Sheffield, Yorkshire, England, död 9 september 1975 i London, England, var en brittisk skådespelare. Hon medverkade under åren 1917-1965 i över 90 filmer. Idag är hon främst känd för en av sina sista filmroller som ornitolog i Alfred Hitchcocks Fåglarna.

## Filmografi, urval
- 1931 – Natt över London
- 1932 – Din för i kväll
- 1934 – Huset Rothschild
- 1935 – Anna Karenina
- 1935 – Dr Yogami från London
- 1940 – Mordet i tredje våningen
- 1941 – Jag minns min gröna dal
- 1943 – Leve äktenskapet
- 1943 – Till nu och för evigt
- 1945 – Badflickan
- 1946 – Hängivelse
- 1963 – Fåglarna
- 1963 – Lögnhalsen
- 1965 – Med vassa klor